# 제이 프리맨
제이 프리맨(영어: Jay Freeman, 1981년 11월 27일 ~)은 미국의 기술자 겸 기업가이다. 탈옥된 iOS기기를 위한 전용 패키지 관리자인 시디아의 개발자이다.